# Dom Eliseu
Dom Eliseu är en kommun i Brasilien.   Den ligger i delstaten Pará, i den nordöstra delen av landet, 1 300 km norr om huvudstaden Brasília. Antalet invånare är 51 318.
Omgivningarna runt Dom Eliseu är huvudsakligen savann. Runt Dom Eliseu är det glesbefolkat, med 9 invånare per kvadratkilometer.